# Fyllingsdalen Futsalklubb 2009-2010
Questa voce raccoglie le informazioni riguardanti il Fyllingsdalen Futsalklubb nelle competizioni ufficiali della stagione 2009-2010.

## Stagione
Il Fyllingsdalen ha partecipato alla Futsal Eliteserie 2009-2010, seconda edizione del massimo campionato norvegese riconosciuto dalla Norges Fotballforbund. La squadra ha chiuso l'annata al 4º posto finale, migliorando l'8º posto della stagione precedente. Steinar Guvåg, Thomas Ulvestad Vacas e Jahn-Ove Wiik hanno fatto parte della squadra nel corso di questa annata.

## Rosa
| N° | Naz.                | Ruolo | Sportivo              | Anno     |  |  |
| -- | ------------------- | ----- | --------------------- | -------- |  |  |
|    | Norvegia (bandiera) | DIF   | Steinar Guvåg         | 08.08.83 |  |  |
|    | Norvegia (bandiera) | UNI   | Thomas Ulvestad Vacas | 04.07.83 |  |  |
|    | Norvegia (bandiera) |       | Jahn-Ove Wiik         | 20.05.82 |  |  |

## Risultati

### Eliteserie

#### Girone di andata
| 21 novembre 2009, ore 14:00 1ª giornata | Holmlia  | 3 – 3 referto | Fyllingsdalen | \| Arbitro: \| Petkovic \| |
| Arbitro:                                | Petkovic |               |               |                            |

| 21 novembre 2009, ore 20:00 2ª giornata | Fyllingsdalen | 3 – 2 referto | Lillehammer | \| Arbitro: \| Sjelle \| |
| Arbitro:                                | Sjelle        |               |             |                          |

| 22 novembre 2009, ore 12:00 3ª giornata | Nordpolen     | 4 – 4 referto | Fyllingsdalen | \| Arbitro: \| Thorsø Hansen \| |
| Arbitro:                                | Thorsø Hansen |               |               |                                 |

| 12 dicembre 2009, ore 12:00 4ª giornata | Fyllingsdalen | 2 – 2 referto | KFUM Oslo | \| Arbitro: \| Hanssen \| |
| Arbitro:                                | Hanssen       |               |           |                           |

| 12 dicembre 2009, ore 18:00 5ª giornata | Nidaros | 3 – 3 referto | Fyllingsdalen | \| Arbitro: \| Hestvåg \| |
| Arbitro:                                | Hestvåg |               |               |                           |

| 13 dicembre 2009, ore 12:00 6ª giornata | Fyllingsdalen  | 2 – 4 referto | Vegakameratene | \| Arbitro: \| Steen (Bergen) \| |
| Arbitro:                                | Steen (Bergen) |               |                |                                  |

| 16 gennaio 2010, ore 18:00 7ª giornata | Sandefjord | 4 – 3 referto | Fyllingsdalen | \| Arbitro: \| Hanssen \| |
| Arbitro:                               | Hanssen    |               |               |                           |

| 16 gennaio 2010, ore 18:00 8ª giornata | Fyllingsdalen | 5 – 7 referto | Solør | \| Arbitro: \| Pedersen \| |
| Arbitro:                               | Pedersen      |               |       |                            |

| 17 gennaio 2010, ore 14:00 9ª giornata | Horten   | 5 – 6 referto | Fyllingsdalen | \| Arbitro: \| Pedersen \| |
| Arbitro:                               | Pedersen |               |               |                            |

#### Girone di ritorno
| 7 febbraio 2010, ore 10:00 10ª giornata | Fyllingsdalen | 3 – 4 referto | Holmlia | \| Arbitro: \| Hussain \| |
| Arbitro:                                | Hussain       |               |         |                           |

| 6 febbraio 2010, ore 19:30 11ª giornata | Lillehammer | 2 – 3 referto | Fyllingsdalen | \| Arbitro: \| Myhren \| |
| Arbitro:                                | Myhren      |               |               |                          |

| 7 febbraio 2010, ore 14:00 12ª giornata | Fyllingsdalen | 4 – 2 referto | Nordpolen | \| Arbitro: \| Myklebust \| |
| Arbitro:                                | Myklebust     |               |           |                             |

| 20 febbraio 2010, ore 18:00 13ª giornata | KFUM Oslo       | 7 – 1 referto | Fyllingsdalen | \| Arbitro: \| Konstali Randen \| |
| Arbitro:                                 | Konstali Randen |               |               |                                   |

| 20 febbraio 2010, ore 12:30 14ª giornata | Fyllingsdalen | 8 – 4 referto | Nidaros | \| Arbitro: \| Krokdal \| |
| Arbitro:                                 | Krokdal       |               |         |                           |

| 21 febbraio 2010, ore 12:00 15ª giornata | Vegakameratene | 5 – 4 referto | Fyllingsdalen | \| Arbitro: \| Pedersen \| |
| Arbitro:                                 | Pedersen       |               |               |                            |

| 6 marzo 2010, ore 12:00 16ª giornata | Fyllingsdalen | 7 – 5 referto | Sandefjord |  |

| 6 marzo 2010, ore 18:00 17ª giornata | Solør | 3 – 9 referto | Fyllingsdalen |  |

| 7 marzo 2010, ore 12:30 18ª giornata | Fyllingsdalen | 10 – 3 referto | Horten |  |